# 湯瑪斯·齊本德爾

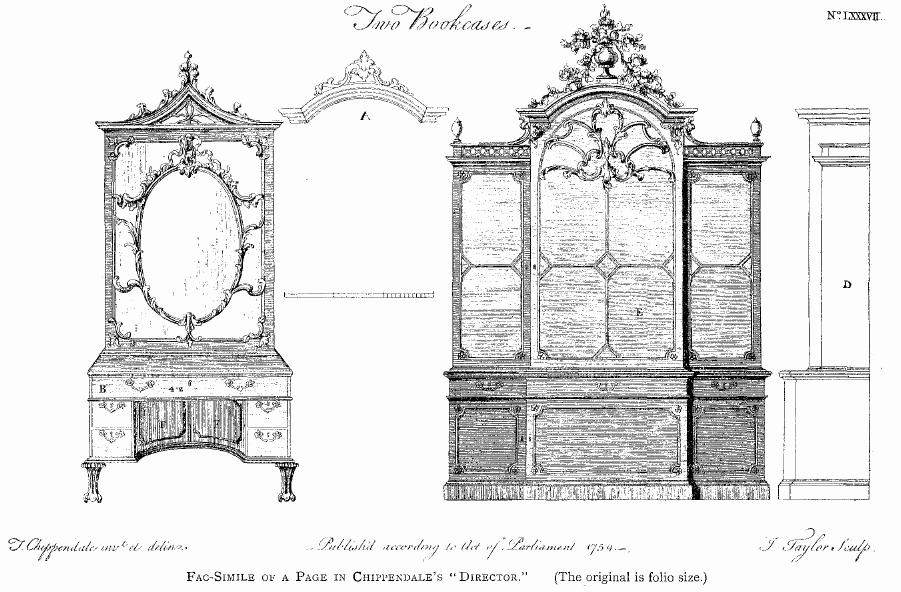
齊本德爾設計的書櫃

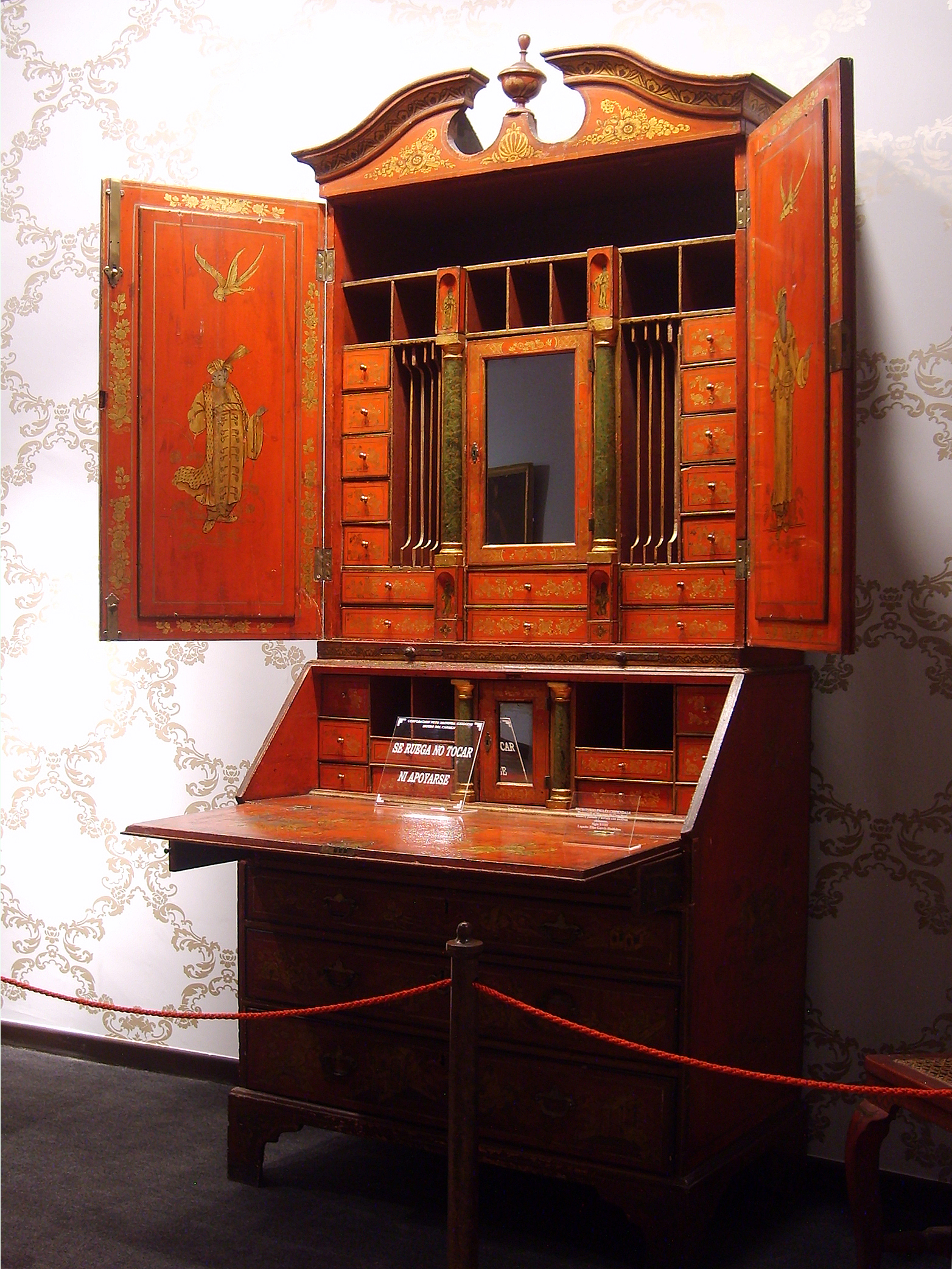
奇彭戴尔式中国桌

湯瑪斯·齊本德爾（英語：Thomas Chippendale，1718年6月5日—1779年11月13日）是著名的英國家具工匠，出身於英格蘭東北部的約克郡。
奇彭戴尔/齊本德爾式家具的风格，当时是设计界的主流。1754年奇彭戴尔所著的《家具指南》，使得他的设计在欧美有广泛影响。
《家具指南》铜板雕刻的流行图样，大多有两种以上装饰。椅子脚经常以球爪、回纹装饰，左右只有一边扶手。法国矮柜一般有两种变体，露明式抽屉和遮蔽式。双层柜则各有四种装饰。《家具指南》展示家具162件，装饰41件，细部图42件。由于观念独特，出版之后立即风靡英国，甚至影响到美洲殖民地。其中彭洛克桌等设计至今沿用。
奇彭戴尔式家具的基本风格有法国洛可可式、中国式、哥特式、新古典式等。它们结构稳固、线条细腻优雅、宽敞舒适。

## 著作
- 《The Gentlemen and Cabinet-maker's Director》（1754年）